# Musée archéologique d'Ágios Kírykos
Le musée archéologique d'Ágios Kírykos (grec moderne : Αρχαιολογικό Μουσείο Αγίου Κηρύκου) est un musée archéologique situé dans la ville d'Ágios Kírykos sur l'île d'Icarie, en Grèce. Il abrite des objets découverts sur l'île, datant principalement de la période antique,.
Le musée est installé dans un bâtiment d'architecture néo-classique, un ancien gymnasium ou école secondaire construit en 1925. Le bâtiment est constitué de deux étages, tandis que les collections du musée se trouvent au niveau du rez-de-chaussée.

## Collections
Les collections du musée comprennent des objets datant de la période néolithique, plus précisément une période entre 6800 et 3800 av. J.-C., ainsi que de la période romaine. Les découvertes archéologiques proviennent de différentes fouilles, ainsi que d'épaves. Les plus remarquables d'entre elles sont les découvertes archéologiques liées à la cité antique de Thérma, située à l'emplacement de l'actuel Katafýgi, celles liées à l'acropole de Drákanon, située à l'extrémité orientale de l'île, ainsi que celles liées au temple d'Artémis Tauropole, situé à proximité de Káto Ráches. Les collections comprennent également des objets en céramique, différents outils, ainsi que d'autres objets du quotidien, ainsi que des pièces de monnaie,.